# Mazhanoolkkanavu
Mazhanoolkkanavu là một bộ phim tiếng Malayalam của Ấn Độ năm 2003 do Nandakumar Kavil đạo diễn.

## Diễn viên
- Jagathy Sreekumar trong vai Nair
- Charulatha trong vai Varsha Menon
- Mamukkoya trong vai Hassanar
- Narendra Prasad trong vai GS. Thirumeni
- Paravoor Bharathan trong vai GS. Kovilakam Varma
- Spadikam George trong vai IG Alex
- Subair trong vai Rasheed
- MR Gopakumar trong vai Pappaji
- Vineeth Kumar trong vai Jithu
- Yadu Krishnan trong vai Dinesh
- Dominin trong vai Jeevan Thomas
- Yamuna
- Vinod Kovoor